# Seznam osmanských princezen

## Dcery osmanských sultánů
| Jméno                                   | Datum narození/místo                    | Rodiče                                    | Manžel | Svatba                                | Děti | Datum úmrtí/místo                            |
| --------------------------------------- | --------------------------------------- | ----------------------------------------- | --- | ------------------------------------- | --- | -------------------------------------------- |
| Fatma Hatun                             |                                         | Osman I.                                  | |                                       | |                                              |
| Fatma Hatun                             |                                         | Orhan I. Asporça Hatun                    | |                                       | |                                              |
| Hatice Hatun                            |                                         | Orhan I.                                  | |                                       | |                                              |
| Nefise Hatun                            | cca 1363                                | Murad I.                                  | Alaeddin Ali z Karamanu | 1378                                  | Mehmed II. of Karamanu | 1400 (36-37 let)                             |
| Hundi Hatun                             |                                         | Bajezid I.                                | Emir Sultan |                                       | 1 dcera |                                              |
| Erhondu Hatun                           |                                         | Bajezid I.                                | Yakub Bey |                                       | Umur Bey |                                              |
| Selçuk Hatun                            | cca 1407 Amasya nebo Merzifon           | Mehmed I. Kumru Hatun                     | Anadolu Beylerbey Karaca Paša | 1425 1443                             | - Orhan Bey - Paşa Melek Hatun - Emir Yusuf Bey - Hafsa Hatun - Hatice Hatun - Ishak Bali - Hundi Hatun                                                                                  | 25. října 1485 (77-78 let) Bursa             |
| Şehzade Hatun                           |                                         | Murad II.                                 | Beylerbeyi Sinan Bey |                                       | | cca 1480                                     |
| Gevherhan Sultan                        | cca 1454                                | Mehmed II.Gülbahar Hatun                  | Ughurlu Muhammad | 1474                                  | Göde Ahmed |                                              |
| Gevhermüluk Sultan                      | cca 1467 Amasya                         | Bayezid II.                               | Dukakinzade Mehmed Paša | ?                                     | Sultanzade Ahmed Bey Neslişah Hanımsultan | 20. ledna 1550 Istanbul                      |
| Aynışah Sultan                          | Amasya                                  | Bajezid II. Şirin Hatun                   | Damad Sultanzade Göde Ahmed Bey | 1489/1490                             | Sultanzade Zeyneddin Bey dvě dcery | Bursa                                        |
| Ayşe Sultan                             | Amasya                                  | Bajezid II.                               | Güveyi Sinan Paša |                                       | Gevherşah Sultan Kamerşah Sultan Mihrihan Sultan | Istanbul                                     |
| Hatice Sultan                           | cca 1495 Istanbul                       | Selim I. Hafsa Sultan                     | Kapudan Iskender Paša | 1509                                  | Hanım Sultan | po roce 1543 Istanbul                        |
| Beyhan Sultan                           | Trabzon                                 | Selim I. Ayşe Hatun                       | Ferhat Paša | 1513                                  | | 1559 Istanbul                                |
| Fatma Sultan                            | cca 1500 Trabzon                        | Selim I. Hafsa Hatun                      | Mustafa Paša Kara Ahmed Paša Hadım Ibrahim Paša | 1516 1522 1556                        | | cca 1573 (72-73 let) Istanbul                |
| Şah Sultan                              | cca 1507 Manisa                         | Selim I. Ayşe Hatun                       | Lütfi Paša | 1523                                  | Esmehan Baharnaz Sultan | 1572 (64-65 let) Istanbul                    |
| Mihrimah Sultan                         | cca 1522 Istanbul                       | Sulejman I. Hürrem Sultan                 | Rüstem Paša (1539-1561) | 26. listopadu 1539                    | Ayşe Hümaşah Sultan Sultanzade Osman | 25. ledna 1578 (55-56 let) Istanbul          |
| Gevherhan Sultan                        | cca 1544 Manisa                         | Selim II.                                 | Piyale Paša (1562-1578) Cerrah Mehmed Paša (1579-1604) | 1562 1579                             | Mustafa Bey Ayşe Sultan Fatma Sultan Hatice Sultan | po roce1622 Istanbul                         |
| Şah Sultan                              | cca 1544 Manisa,                        | Selim II.Nurbanu Sultan                   | Çakırcıbaşı Hasan Paša (1562-1574) Zal Mahmud Paša (1575-1577) | 1562 1575                             | | 3. listopadu 1577 (32-33 let) Istanbul       |
| Ismihan Sultan                          | cca 1545 Manisa                         | Selim II.Nurbanu Sultan                   | Sokollu Mehmed Paša (1562-1579) Kalaylıkoz Ali Paša (1584-1585) | 1562 1584                             | Sultanzade Ibrahim Paša Sultanzade Mahmud Bey | 8. srpna1585 (39-40 let) Istanbul            |
| Fatma Sultan                            | cca 1559 Karaman                        | Selim II.                                 | Kanijeli Siyavuş Paša (1574-1580) | 1574                                  | Sultanzade Sinan Bey dvě dcery a jeden syn | říjen 1580 (20-21 let) Istanbul              |
| Ayşe Sultan                             | Istanbul                                | Murad III. Safiye Sultan                  | Ibrahim Paša (1584- 1601) Yemişçi Hasan Paša (1602- 1603) Güzelce Mahmud Paša (1604-1605) | 1584 5. dubna 1602 1604               | | 15. května 1605 Istanbul                     |
| Fatma Sultan                            | Istanbul                                | Murad III. Safiye Sultan                  | Damat Halil Paša (1593- 1603) Damat Hızır Paša (1604) | 6 December 1593 29 June 1604          | syn | Istanbul                                     |
| Ayşe Sultan                             | cca 1605/08 Istanbul                    | Ahmed I. Kösem Sultan                     | Gümülcineli Nasuh Paša(1612–1614) Damad Karakaş Mehmed Pasha (cca1620–1621) Damad Hafız Ahmed Paša (cca 1626–1632) Damad Murtaza Paša (1635–1636) Damad Ahmed Paša (1639–1644) Damad Voynuk Ahmed Paša (1645–1649) Damad Ibşir Mustafa Paša (1655) | 1612 1620 1626 1635 1639 1645 1655    | | 1656-57 (48-52 let) Istanbul                 |
| Gevherhan Sultan                        | cca 1605 Istanbul                       | Ahmed I.                                  | Öküz Mehmed Paša Topal Recep Paša | 1612                                  | Safiye Sultan | po roce 1655 Istanbul                        |
| Fatma Sultan                            | cca 1606 Istanbul                       | Ahmed I. Kösem Sultan                     | Kara Mustafa PašaSarrac Hasan Paša Canpoladzade Mustafa Paša Hoca Yusuf Paša Melek Ahmed Paša Kanbur Mustafa Paša Közbekçi Yusuf Paša |                                       | | po roce 1667 Istanbul                        |
| Hanzade Sultan                          | cca 1607 Istanbul                       | Ahmed I. Kösem Sultan nebo Mahfiruz Hatun | Bayram Paša (1623-1638) Nakkaş Mustafa Paša (1639-1650) | 1623 1639                             | | 23. září 1650 (42-43 let) Istanbul           |
| Atike Sultan                            | cca 1614 Istanbul                       | Ahmed I.                                  | Koca Kenan Paša (1633-1652) Doğancı Yusuf Paša | 1633 1652                             | | cca 1672-74 Istanbul                         |
| Kaya Sultan                             | cca 1633 Istanbul                       | Murad IV. Ayşe Sultan                     | Melek Ahmed Paša (1644-1659) | 1644                                  | Afife Hanımultan | cca 1659 (25-26 let) Istanbul                |
| Gevherhan Sultan                        | cca 1642 Istanbul                       | Ibrahim I.                                | Damad Musahıp Cafer Paša (1646-1647) Damad Çavuşzade Mehmed Paša Damad Helvacı Yusuf Paša (1693-1694) | 1646 1647/53 1693                     | | 21. září 1694 (51-52 let) Edirne             |
| Hatice Sultan                           | cca 1660 Istanbul                       | Mehmed IV. Gülnuş Sultan                  | Musahip Mustafa Paša Moralı Hasan Paša | 1675 13. března 1691                  | Sultanzade Abdullah | 5. července 1743 (82-83 let) Edirne, Turkey  |
| Ümmi Sultan                             | Istanbul                                | Mehmed IV. Gülnuş Sultan                  | Silahdar Çerkeş Osman Paša | 1694                                  | Hatice Hanımultan Fatma Hanımsultan | 10. května 1720 Istanbul                     |
| Ayşe Sultan                             | 30. dubna1696 Edirne                    | Mustafa II.                               | Köprülüzade Numan Paša Silahdar Ibrahim Paša Koca Mustafa Paša | 1708 1720 1725                        | | 26. září 1752 (56 let) Istanbul              |
| Emine Sultan                            | 1. září 1696 Edirne                     | Mustafa II.                               | Çorlulu Ali Paša Recep Paša Ibrahim Paša Abdullah Paša | 9. dubna1708 1712 1724 1. června 1728 | | cca 1739 (42-43 let) Istanbul                |
| Safiye Sultan                           | 13. prosince 1696 Edirne                | Mustafa II.                               | Maktulzade Ali Paša Mirzazade Mehmed Paša Ebubekir Paša | 8. května 1710 1. července 1726 1728  | Zahide Hanımultan | 15. května 1778 (81 let) Istanbul            |
| Emetullah Sultan                        | 22. června 1701 Edirne                  | Mustafa II.                               | Osman Paša (1720-1724) | 9. září 1720                          | Hibetullah Hanımultan | 19. dubna 1727 (25 let) Istanbul             |
| Fatma Sultan                            | 22. září 1704 Istanbul                  | Ahmed III. Emetullah Kadın                | Silahdar Ali Paša Nevşehirli Ibrahim Paša | 11. května 1709 22. února 1717        | Mehmed Bey | 4. ledna 1733 (28 let) Istanbul              |
| Ümmügülsüm Sultan                       | 11. února 1708 Istanbul                 | Ahmed III.                                | Genç Ali Paša | 20. ledna 1724                        | Mustafa Bey Mehmed Bey | 28. listopadu 1732 (24 let) Istanbul         |
| Hatice Sultan                           | 4. října 1710 Istanbul, Turkey          | Ahmed III. Rukiye Kadın                   | Hafız Ahmed Paša | 20. února 1724                        | | cca 1738 (27-28 lez) Istanbul                |
| Atike Sultan                            | 29. října 1712 Istanbul, Turkey         | Ahmed III.                                | Genç Mehmed Paša | 20. února 1724                        | | 2. dubna 1738 (26 let) Istanbul              |
| Zeynep Sultan                           | cca 1715 Istanbul                       | Ahmed III.                                | Sinek Mustafa Paša Melek Mehmed Paša | 1728 1764                             | | 25. března 1774 (58-59 let) Istanbul         |
| Saliha Sultan                           | 21. března 1715 Edirne                  | Ahmed III. Hace Hanım Kadın               | Sari Mustafa Paša Sarhoş Ali Paša Hatibzade Yahya Paša Koca Ragıp Paša Turşu Mehmed Paša | 1728 1740 1745 1758 1764              | Sultanzade Ahmed Bey Fatma Hanımsultan Hatice Hanımsultan Ayşe Hanımsultan Emine Hanımsultan                                                                                             | 11. října 1778 (63 let) Istanbul             |
| Ayşe Sultan                             | 24. listopadu 1718 Istanbul             | Ahmed III. Emine Muslihe Kadın            | Kunduracızade Mehmed Paša Hatip Ahmed Paša Silahdar Mehmed Paša | 4. října 1728 1740 16. ledna 1758     | Rukiye Hanımsultan | 3. října1776 (57 let) Istanbul               |
| Esma Sultan                             | 14. března 1726 Istanbul                | Ahmed III. Hanife Kadın                   | Yakub Paša Yusuf Paša Muhsinzade Mehmed Paša | 1742 1758                             | | 13. srpna1788 (62 let) Istanbul              |
| Zübeyde Sultan                          | 29. března 1728 Istanbul                | Ahmed III. Emine Muslihe Kadın            | Damad Süleyman Paša Damad Numan Paša | 6. ledna 1748 6. ledna 1749           | | 4. června 1756 (28 let) Istanbul             |
| Şah Sultan                              | 20. dubna 1761 Istanbul                 | Mustafa III. Mihrişah Kadın               | Seyyid Mustafa Paša | 6. listopadu 1778                     | Şerife Havva Hanımsultan | 11. března 1801 (41 let) Istanbul            |
| Beyhan Sultan                           | 15. prosince 1765 Istanbul              | Mustafa III. Adilşah Kadın                | Çelik Mustafa Paša (m. 1784 -1798) | 29. dubna 1784                        | Hatice Hanımsultan | 7. listopadu 1824 (58 let) Istanbul          |
| Hatice Sultan                           | 14. června 1768 Istanbul                | Mustafa III. Adilşah Kadın                | Seyyid Ahmed Paša | 9. listopadu 1786                     | | 17. července 1822 (54 let) Istanbul          |
| Esma Sultan                             | 16. července 1778 Istanbul              | Abdul Hamid I Sineperver Sultan           | Küçük Hüseyin Paša | 19. prosince 1792                     | | 4. června 1848 (69 let) Istanbul             |
| Hibetullah Sultan                       | 16. března 1789 Istanbul                | Abdul Hamid I Şebsefa Kadın               | Alaeddin Paša | 30. ledna 1803                        | | 18. září 1841 (52 let) Istanbul              |
| Saliha Sultan                           | 16. června 1811 Istanbul                | Mahmud II Aşubcan Kadın                   | Damat Gürcü Halil Rifat Paša | 24. května 1834                       | Sultanzade Abdul Hamid Bey | 6. úmora 1843 (31 let) Istanbul              |
| Mihrimah Sultan                         | 29. června 1812 Istanbul                | Mahmud II Hoşyar Kadın                    | Mehmed Said Paša | 15. srpna 1835                        | Sultanzade Mehmed Abdullah Bey | 31. srpna 1838 (26 let) Istanbul             |
| Atiye Sultan                            | 2. ledna 1824 Istanbul                  | Mahmud II Pervizifelek Kadın              | Ahmed Fethi Paša | 8. srpna 1840                         | Seniye Hanımsultan Feride Hanımsultan | 11. srpna 1850 (26 let) Istanbul             |
| Adile Sultan                            | 23. května 1826 Istanbul                | Mahmud II Zernigar Hanım                  | Damat Mehmed Ali Paša | únor 1846                             | Hayriye Hanımsultan Sultanzade Ismail Bey Sıdıka Hanımsultan Aliye Hanımsultan | 12. února 1899 (72 let) Istanbul             |
| Mevhibe Sultan                          | 31. května 1840 palác Çırağan, Istanbul | Abdulmecid I. Düzdidil Kadın              | |                                       | | 9. února 1841 (0 let) Istanbul               |
| Naime Sultan                            | 11. října 1840 palác Topkapi, Istanbul  | Abdulmecid I. Tirimüjgan Kadın            | |                                       | | 1. května 1843 (3 roky) Istanbul             |
| Fatma Sultan                            | 1. listopadu 1840 Istanbul              | Abdulmecid I. Gülcemal Kadın              | Ali Galip Paša Nuri Paša | 7. srpna 1854 20. března 1859         | Cemile Sultan Sultanzade Mehmed Fuad Bey Emine Lütfiye Sultan | 29. srpna 1884 (43 let) Istanbul             |
| Behiye Sultan                           | 22. února 1841 palác Beşiktaş, Istanbul | Abdulmecid I. Zeynifelek Hanım            | |                                       | | 3. června 1847 (6 let) Istanbul              |
| Neyyire Sultan Münire Sultan (dvojčata) | 13. října 1841 palác Beşiktaş, Istanbul | Abdulmecid I. Düzdidil Kadın              | |                                       | | 18. prosince 1843 (2 roky) Istanbul          |
| Refia Sultan                            | 7. února 1842 Istanbul                  | Abdulmecid I. Gülcemal Kadın              | Mahmud Edham Paša | 21. července 1857                     | | 4. ledna 1880 (37 let) Istanbul              |
| Aliye Sultan                            | 20. října 1842 palác Beşiktaş, Istanbul | Abdulmecid I. Şevkefza Kadın              | |                                       | | 10. července 1845 (2 roky) Istanbul          |
| Cemile Sultan                           | 17. února 1843 Istanbul                 | Abdulmecid I. Düzdidil Kadın              | Mahmud Celaleddin Paša | 17. května 1858                       | - Fethiye Hanımsultan - Sultanzade Mehmed Celaleddin Bey - Sultanzade Sakıb Bey - Ayşe Sıdıka Hanımsultan - Fatma Hanımsultan - Sultanzade Ahmed Fazıl Bey - Sultanzade Mehmed Kazım Bey | 26. února 1915 (71 let) Istanbul             |
| Münire Sultan                           | 9. prosince 1844 Istanbul, Turkey       | Abdulmecid I. Verdicenan Kadın            | Ibrahim Ilhamy PašaIbrahim Pasha | 31. července 1854 2. ledna 1859       | Sultanzade Alaeddin Bey | 29. června 1862 (17 let) Istanbul            |
| Samiye Sultan                           | 23. února 1845 palác Topkapi, Istanbul  | Abdulmecid I. Düzdidil Kadın              | |                                       | | 18. dubna 1845 (0 let) Istanbul              |
| Nazime Sultan                           | 26. listopadu 1847 palác Beylerbeyi,    | Abdulmecid I. Nükhetsezâ Hanım            | |                                       | | 1. prosince 1847 (0 let) Istanbul            |
| Sabiha Sultan                           | 15. dubna 1848 palác Çırağan, Istanbul  | Abdulmecid I. Mahitab Kadın               | |                                       | | 27. dubna 1849 (1 rok) Istanbul              |
| Behice Sultan                           | 26. srpna 1848 Istanbul                 | Abdulmecid I. Nesrin Hanım                | Hamid Bey | 4. prosince 1876                      | | 21. prosince 1876 (28 let) Istanbul, Turecko |
| Mükbile Sultan                          | 22. února 1850 palác Çırağan, Istanbul  | Abdulmecid I. Bezmiara Kadın              | |                                       | | 21. března 1850 (0 let) Istanbul             |
| Seniha Sultan                           | 5. prosince 1851 Istanbul               | Abdulmecid I. Nalandil Hanım              | Mahmud Celaleddin Paša | 10. února 1877                        | Sultanzade Sabahaddin BeySultanzade Ahmed Lütfullah Bey | 15. září1931 (79 let) Nice, Francie          |
| Şehime Sultan                           | 31. ledna 1855 Istanbul                 | Abdulmecid I. Nalandil Hanım              | |                                       | | 22. května 1857 (2 roky) Istanbul            |
| Zekiye Sultan                           | 24. února 1855 Istanbul                 | Abdulmecid I. Mahitab Kadın               | |                                       | | 18. února 1856 (1 rok) Istanbul              |
| Fehime Sultan                           | 24. února 1855 Istanbul                 | Abdulmecid I. Mahitab Kadın               | |                                       | | 10. listopadu 1856 (1 rok) Istanbul          |
| Mediha Sultan                           | 31. července 1856 Istanbul              | Abdulmecid I. Gülüstü Hanım               | Necib Paša Damat Ferid Paša | 8. června 1879 30. dubna 1886         | Sultanzade Sami Bey | 9. listopadu 1928 (72 let) Nice, Francie     |
| Naile Sultan                            | 30. září 1856 Istanbul                  | Abdulmecid I. Şayeste Hanım               | Çerkes Mehmed Paša | 6. října 1876                         | | 7. ledna 1882 (25 let) Istanbul              |
| Bedia Sultan                            | 1. října 1857 Istanbul                  | Abdulmecid I. Serfiraz Hanım              | |                                       | | 12. července 1858 (1 rok) Istanbul           |
| Saliha Sultan                           | 11. července 1862 Istanbul              | Abdulaziz Dürrünev Kadın                  | Ahmed Zülkefil Paša | 20. dubna 1889                        | Kamile Hanımsultan | cca 1941 (78-79 let) Káhira, Egypt           |
| Nazime Sultan                           | 14. února 1867 Istanbul                 | Abdulaziz Hayranidil Kadın                | Ali Hadid Paša | 20. dubna 1889                        | | cca 1947 (79-80 let) Jounieh, Libanon        |
| Ulviye Sultan                           | 1868 Istanbul                           | Abdulhamid II. Nazikeda Kadın             | |                                       | | 5. října 1875 (7 let) Istanbul               |
| Hatice Sultan                           | 5. dubna 1870 Istanbul                  | Murad V Şayan Kadın                       | Ali Vasıf Paša Rauf Hayreddin Bey | 12. září 1901 1. května 1909          | Ayşe Hanımsultan Sultanzade Osman Bey Sultanzade Hayri Bey Selma Hanımsultan | 12. března 1938 (67 let) Beirut, Libanon     |
| Esma Sultan                             | 21. března 1873 Istanbul                | Abdulaziz Gevheri Kadın                   | Kabasakal Çerkes Mehmed Paša | 20. dubna 1889                        | Sultanzade Hasan Bedreddin Bey Sultanzade Hüseyin Hayreddin Bey Fatma Sıdıka Hanımsultan Sultanzade Saadeddin Mehmed Bey Sultanzade Abdullah Bey                                         | 7. května 1899 (26 let) Istanbul             |
| Emine Sultan                            | 24. srpna 1874 Istanbul                 | Abdulaziz Nesrin Kadın                    | Mehmed Şerif Paša | 3. září 1901                          | Hamide Hanımsultan | 30. ledna 1920 (45 let) Istanbul             |
| Fehime Sultan                           | 2. srpna 1875 Istanbul                  | Murad V. Meyliservet Kadın                | Ali Galib Paša Mahmud Bey | 12. září 1901                         | | 15. září 1929 (54 let) Nice, Francie         |
| Fatma Sultan                            | 19. června 1879 Istanbul                | Murad V. Resan Hanım                      | Refik Iris Bey | 29. července 1907                     | Ayşe Hatice Hanımsultan Sultanzade Mehmed Ali Bey Sultanzade Celaleddin Bey | 23. listopadu 1930 (51 let) Sofia, Bulharsko |
| Aliye Sultan                            | 24. srpna 1880 Istanbul                 | Murad V. Resan Hanım                      | neprovdala se |                                       | | 19. září 1903 (23 let) Istanbul              |
| Zekiye Sultan                           | 21. ledna 1872 Istanbul                 | Abdul Hamid II Bedrifelek Kadın           | Ali Nureddin Paša | 20. dubna 1889                        | Ulviye Şükriye Hanımsultan Fatma Aliye Hanımsultan | 13. července 1950 (78 let) Francie           |
| Naime Sultan                            | 3. září 1876 Istanbul, Turkey           | Abdul Hamid II Bidar Kadın                | Mehmed Kemaleddin Paša İşkodralı Celaleddin Paša | 17. března 1898 11. července 1907     | Sultanzade Mehmed Cahid Bey Adile Hanımsultan | cca 1945 (68-69 let) Tirana, Albanie         |
| Naile Sultan                            | 9. února 1884 Istanbul                  | Abdul Hamid II Dilpesend Kadın            | Arif Hikmet Paša | 27. února 1905                        | | 25. října 1957 (73 let) Istanbul             |
| Şadiye Sultan                           | 30. listopadu 1886 Istanbul             | Abdul Hamid II Emsalinur Kadın            | Fahir Bey Reşad Halis Bey | 2. prosince1910 28. října 1931        | Samiye Hanımsultan | 20. listopadu 1977 (90 let) Istanbul         |
| Ayşe Sultan                             | 31. října 1887 Istanbul                 | Abdul Hamid II Müşfika Kadın              | Ahmed Nami Bey Mehmed Ali Bey | červen 1910 3. dubna 1921             | - Sultanzade Ömer Nami Bey - Aliye Namiye Hanımsultan - Sultanzade Osman Nami Bey - Sultanzade Abdul Hamid Rauf Bey                                                                      | 10. srpna 1960 (72 let) Istanbul             |
| Refia Sultan                            | 15. června 1891 Istanbul                | Abdul Hamid II Sazkar Hanım               | Ali Faud Bey | 3. září 1910                          | Rabia Hanımsultan Ayşe Hamide Hanımsultan | cca 1938 (aged 46-47) Beirut, Libanon        |
| Ulviye Sultan                           | 11. září1892 Istanbul                   | Mehmed VI Nazikeda Kadın                  | Ismail Hakkı Paša Ali Haydar Bey | 10. srpna 1916 1. listopadu 1923      | Saude Hümeyra Hanımsultan | 25. ledna 1967 (74 let) İzmir                |
| Sabiha Sultan                           | 2. dubna 1894 Istanbul                  | Mehmed VI Nazikeda Kadın                  | Şehzade Ömer Faruk | 5. prosince 1919                      | Neslişah Sultan Hanzade Sultan Necla Sultan | 26. srpna 1971 (77 let) Istanbul             |
| Biydâr Sultan                           | 3. ledna 1924 Kızıltoprak               | Abulhamid II. Bidar Kadın                 | |                                       | | srpen 1924 (0 let) Budapešť                  |
| Safvet Neslişah Sultan                  | 25. prosince 1925 Budapešť              | Abdulhamid II. Bidar Kadın                | Damat Reda Bey |                                       | |                                              |

## Vnučky osmanských sultánů (dcery princezen a princů)
- Hund Şehzade (cca 1422 - červen 1455), pravnučka sultána Bajezida I., provdala se celkem třikrát
- Hümaşah Sultan (cca 1540-41 - srpen 1592 ), dcera Şehzade Mehmeda, vnučka sultána Sulejmana I. a Hürrem Sultan, provdala se celkem třikrát
- Münire Sultan (5. dubna1880 - 7. října 1939), dcera Şehzade Ahmeda Kemaleddin, vnučka sultána Abdulmecida I.
- Naciye Sultan (25. října 1896 - 4. prosince 1957) dcera Şehzade Selim Süleymana a vnučka sultána Abdulmecida I., provdala se celkem dvakrát
- Gevheri Sultan (30. listopadu 1904 - 10. prosince 1980) dcera Şehzade Mehmed Seyfeddina a vnučka sultána Abulazize, provdala se a neměla žádné děti
- Şükriye Sultan (24. února 1906 - 1. dubna 1972), dcera Şehzade Yusuf Izzeddina a vnučka sultána Abdulazize, provdala se celkem třikrát a neměla žádné děti
- Mihrişah Sultan (1. června 1916 - 25. ledna 1987), dcera Şehzade Yusuf Izzeddina a vnučka sultána Abdulazize, provdala se celkem dvakrát a neměla žádné děti
- Behiye Sultan (20. září 1881 - 5. března 1948), dcera Şehzade Mehmed Selaheddina a vnučka sultána Murada V., provdala se a neměla žádné děti
- Nemika Sultan (9. března 1888 - 6. září 1969), dcera Şehzade Mehmed Selima a vnučka sultána Abdulhamida II.
- Dürriye Sultan (3. srpna 1905 - 15. července 1922), dcera Şehzade Mehmed Ziyaeddina a vnučka sultána Mehmeda V., provdala se a neměla žádné děti
- Şükriye Sultan (24. února 1906 - 1. dubna 1972), dcera Şehzade Yusuf Izzeddina a vnučka sultána Abdulazize
- Rukiye Sultan (11. listopadu 1906 - 20. února 1927), dcera Şehzade Mehmed Ziyaeddina a vnučka sultána Mehmeda V., provdala se a měla děti
- Lütfiye Sultan (20. března 1910 - 11. června 1997), dcera Şehzade Mehmed Ziyaeddina a vnučka sultána Mehmeda V., provdala se a měla děti
- Princezna Niloufer (4. ledna 1916 - 12. června 1989), dcera princezny Adile Sultan a vnučka sultána Murada V.
- Mihrişah Sultan (1. června 1916 - 25. ledna 1987), dcera Şehzade Yusuf Izzeddina, vnučka sultána Abdulazize
- Mihrişah Selçuk Sultan (14. dubna 1920 - 11. května 1980), dcera Şehzade Abdurrahim Hayri, vnučka sultána Abdulhamida II.
- Fatma Neslişah (4. února 1921 - 2. února 2012), dcera Şehzade Ömer Faruka a princezny Rukiye Sabihy Sultan, vnučka sultánů Abdulmecida II. a Mehmeda VI., později egyptská královna
- Mihrimah Sultan (11. listopadu 1922 - 30. března 2000), dcera Şehzade Mehmed Ziyaeddina a vnučka sultána Mehmeda V. , provdala se a měla děti
- Hanzade Sultan (19. září 1923 - 19. března 1998), dcera Şehzade Ömer Faruka a princezny Rukiye Sabihy Sultan, vnučka sultánů Abdulmecida II. a Mehmeda VI.
- Mukbile Sultan (19. září 1911 - 21. května 1995), dcera Şehzade Ömer Hilmiho a vnučka sultána Mehmeda V.

## Osmanské princezny z ženské linie dynastie
| Jméno                        | Datum narození/místo        | Rodiče                                     | Příbuzný sultán                               | Manžel                                     | Svatba                           | Děti             | Datum úmrtí/místo                      |
| ---------------------------- | --------------------------- | ------------------------------------------ | --------------------------------------------- | ------------------------------------------ | -------------------------------- | ---------------- | -------------------------------------- |
| Neslihan Hanımsultan         | ?                           | Aynışah Sultan Ahmad Beg                   | Bayezid II. (dědeček)                         | Şehzade Alaeddin                           | ?                                | 1 dcera          | ?                                      |
| Hanzade Hanımsultan          | ?                           | Aynışah Sultan Ahmad Beg                   | Bayezid II. (dědeček)                         | Sultanzade Yahyapaşaoğlu Bali Bey          | 1508                             | ?                | ?                                      |
| Neslişah Hanımsultan         | cca 1467                    | Gevhermüluk Sultan Dukakinzade Mehmed Paša | Bayezid II. (dědeček)                         | Iskender Paša Dukakinzade Ibrahim Paša     | ?                                | ?                | 1579                                   |
| Esmehan Baharnaz Sultan      | 1525 Istanbul               | Șah Sultan Lütfi Paša                      | Selim I. (dědeček) Sulejman I. (strýc, tchán) | Şehzade Mehmed                             | ?                                | Hümaşah Sultan   | 1550 (25 let) Istanbul                 |
| Ayşe Hümaşah Sultan          | 25. srpna 1542 Istanbul     | Mihrimah Sultan Rüstem Paša                | Sulejman I. (dědeček)                         | Şemiz Ahmed Paša Feridun Ahmed Bey         | 27. listopadu 1561 7. dubna 1582 | 6 synů a 3 dcery | 1599 (57 let) Istanbul                 |
| Safiye Hanımsultan           | 1630 Istanbul               | Gevherhan Sultan Topal Recep Paša          | Ahmed I. (dědeček)                            | Abaza Siyavuş Paša I.                      | ?                                |                  | 1682                                   |
| Hayriye Hanımsultan          | červen 1846 Istanbul        | Adile Sultan Damat Mehmed Ali Paša         | Mahmud II. (dědeček)                          | Ahmed Rifat Bey İşkodralızâde Ali Riza Bey | 10. června 1865 květen 1866      |                  | 26. července 1869 (23 let) Istanbul    |
| Feride Hanımsultan           | 30. května 1847 Istanbul    | Atiye Sultan Ahmed Fethi Paša              | Mahmud II. (dědeček)                          | Mahmud Nedim Paša                          | 1868                             | 1 syn            | prosinec 1920 Istanbul                 |
| Kamile Hanımsultan           | 1890 Istanbul               | Saliha Sultan Ahmed Zülkefil Paša          | Abdulaziz (dědeček)                           |                                            |                                  |                  | 1896 (6 let) Istanbul                  |
| Ulviye Șükriye Hanımsultan   | 1890 Istanbul               | Zekiye Sultan Ali Nureddin Paša            | Abdulhamid II. (dědeček)                      |                                            |                                  |                  | 23. února 1893 (3 roky) Istanbul       |
| Fatima Aliye Hanımsultan     | 1891 Istanbul               | Zekiye Sultan Ali Nureddin Paša            | Abdulhamid II. (dědeček)                      | Mehmed Muhsin Yegen                        | 1911                             | 3 synové         | 14. dubna 1972 (81 let) ?              |
| Adile Hanımsultan            | 12. listopadu 1900 Istanbul | Naime Sultan Mehmed Kemaleddin Paša        | Abdulhamid II. (dědeček)                      | Şehzade Mahmud Şevket                      | 14. května 1922                  | 1 dcera          | 1988 (88 let) Egypt                    |
| Ayşe Hatice Hanımsultan      | 20. ledna 1909 Istanbul     | Fatma Sultan Refik Iris Bey                | Murad V. (dědeček)                            |                                            |                                  |                  | 14. října 1968 (59 let)                |
| Emine Hanımsultan            | 1911 Istanbul               | Naime Sultan Mehmed Kemaleddin Paša        | Abdulhamid II. (dědeček)                      |                                            |                                  |                  | 2000 (89 let)                          |
| Rebia Hanımsultan Eyüb       | 13. července 1911 Istanbul  | Refia Sultan Ali Fuad Bey                  | Abdulhamid II. (dědeček)                      |                                            |                                  |                  | 19. června 1988 (77 let) Nice, Francie |
| Selma Hanımsultan            | 1914 Istanbul               | Hatice Sultan Ali Vasif Paša               | Murad V. (dědeček)                            | Syed Sajid Husain Zaidi                    | 1937                             |                  | 13. ledna 1941 (27 let) Paříž, Francie |
| Mahpeyker Hanımsultan        | 17. května 1917 Istanbul    | Naciye Sultan Enver Paša                   | Abdulmecid I.(pradědeček)                     | Fikret Ürgüp                               | 1946                             | 1 syn            | 3. dubna 2000 (82 let) Istanbul        |
| Hümeyra Hanımsultan          | 4. června 1917 Istanbul     | Fatma Uliye Sultan Ismail Hakki Okday      | Mehmed VI.(dědeček)                           | Fahir Bey Halil Özbaş                      | 1939 1944                        | 2 synové         | 17. května 2000 (82 let) Izmir         |
| Ayşe Hamide Hanımsultan Eyüb | 1918 Istanbul               | Refia Sultan Ali Fuad Bey                  | Abdulhamid II. (dědeček)                      |                                            |                                  |                  | 1934 Nice, Francie                     |
| Samiye Hanımsultan Fahir     | 1918 Istanbul               | Şadiye Sultan Fahir Bey                    | Abdulhamid II. (dědeček)                      | Larry D'arodaca                            |                                  |                  | 20. listopadu 1992 (74 let)            |
| Türkan Hanımsultan           | 4. července 1919 Istanbul   | Naciye Sultan Enver Paša                   | Abdulmecid I.(pradědeček)                     | Hüveyda Mayatepek                          | 1945                             | 1 syn            | 25. prosince 1989 (70 let) Ankara      |

## Osmanské princezny mimo vládnoucí dynastii
- Sultan Hatun (?), dcera anatolského prince Sulejmana Šáha, manželka Bajezida I.
- Devlet Hatun (? - 1414), dcera anatolského prince Sulejmana Šáha, manželka sultána Bajezida I., matka sultána Mehmeda I.
- Gülçiçek Hatun (?), manželka Aclana Beye, jednoho z anatolských princů, po zajetí do otroctví manželka Bajezida I.
- Mevhibe Kadınefendi (1844 - 1936), princezna z gruzínského rodu Tarkhan-Mouravi, manželka sultána Murada V.
- Şayan Kadınefendi (4. ledna 1853 - 15. března 1945), hraběnka z kavkazské hraběcí rodiny Natukhaja, manželka sultána Murada V.
- Emine Nazikedâ Kadınefendi (9. října 1866 - 4. dubna 1941), pocházela z abchazské královské rodiny Marshania, stala se manželkou sultána Mehmeda VI.
- Rumeysa Aredba (1873 - 1929), dcera prince Halila z abchazské dynastie Aredba, sloužila jako dvorní dáma rodině sultána Mehmeda VI.
- Şahinde Hanımefendi (1895 - 15. března 1924), pocházela z abchazské královské rodiny Marshania, sloužila jako dvorní dáma rodině sultána Mehmeda VI.